# Jair Dantas Ribeiro
Jair Dantas Ribeiro (São José de Mipibu, 11 de dezembro de 1900 — Rio de Janeiro, 12 de janeiro de 1969) foi um general-de-exército brasileiro.
Foi Comandante da Academia Militar das Agulhas Negras, no período de 25 de novembro de 1952 a 20 de maio de 1955.
Entre 18 de outubro de 1961 e 18 de junho de 1962, comandou a 1ª Região Militar, no Rio de Janeiro.
No período de 22 de junho de 1962 a 15 de janeiro de 1963, comandou o III Exército.
Foi ministro da Guerra do Brasil no Governo João Goulart, de 15 de junho de 1963 a 31 de março de 1964.